# Cruglic, Criuleni
Cruglic este un sat din raionul Criuleni, Republica Moldova.

## Istorie
Prima mențiune documentare a satului Cruglic (denumit Crulic) apare într-un uric din 3 septembrie 1594 emis Aron Vodă, domn al Moldovei, în care sunt delimitat hotarul moșiei Cotelnici:
„Suret dela Aron voievod, leat 7103 <1594>, Septemvrie 3.

Facem înștiințare pentru adevăratele slugile noastre: Toma și Fiodor, care slujind nouă cu dreapta și credincioasa slujbă, miluitu-i-am pe dânșii, deosebit de altă milă a noastră, și le-am dat și le-am întărit lor intru al nostru pământ moldovenesc pe ai lor dreaptă ocină și moșie din uricu de danie ci au ei dela părintele domniei mele Alexandru voievod un loc de pustii ce-i pe Cotelnic, la fântâna, din gios de Iasnovăț, ce să cheamă acum satul Cotelnici [Hârtopul Mare].
 
…
 
Iar hotarul acelui mai sus scris loc din pustii, ce-i pe Cotelnicu la fântână, din gios di Iasnovăț, ce să cheamă acum satul Cotelnicii, să începe de la ace fântână de mai sus scrisă, pe deasupra văii Horodiște și pe drum pe după dumbrava Holoce, iar de acolo unde cade la drumul cel mari, la stânca Iasnovățului, iar de acolo vale în sus și pe stânca pără la podul lui Bărladu, și de acolo iarăși pe vale aceiași în sus pe deasupra Crulicului, unde să săvârșește poiana Săbana și pe unde între drumul cel mari la Ivance și cu toate poienele Sopotului, până unde să împreună hotarul cu hotarul lui Porosăci, iar dinspre alte părți după Hotaru cel vechiu, pe unde au umblat din vechiu.
 
…
 
Și pentru mai mari credință și întăritură, am poruncit cinstitu credincios boieru nostru, dumnealui Grigorșa mare logofăt, să scrie și a noastră pecete către această adevărată carte a noastră să o lege.”

## Administrație și politică
Componența Consiliului local Cruglic (11 consilieri), ales la 5 noiembrie 2023, este următoarea:
|  | Partid                            | Consilieri | Componență | Componență | Componență | Componență | Componență | Componență | Componență | Componență | Componență |
|  | --------------------------------- | ---------- | ---------- | ---------- | ---------- | ---------- | ---------- | ---------- | ---------- | ---------- | ---------- |
|  | Partidul Acțiune și Solidaritate  | 9          |            |            |            |            |            |            |            |            |            |
|  | Partidul Social Democrat European | 1          |            |            |            |            |            |            |            |            |            |
|  | Candidat independent ION POPA     | 1          |            |            |            |            |            |            |            |            |            |